# Craig Billington
Craig Richard Billington, född 11 september 1966, är en kanadensisk före detta professionell ishockeymålvakt
Billington tillbringade 15 säsonger i den NHL där han spelade för New Jersey Devils, Ottawa Senators, Boston Bruins, Colorado Avalanche och Washington Capitals. 
Han släppte in i genomsnitt 3,63 mål per match och höll nollan nio gånger på 332 grundspelsmatcher. Billington spelade också på lägre nivåer för Maine Mariners och Utica Devils i AHL och Belleville Bulls i OHL.
Han draftades i andra rundan i 1984 års draft av New Jersey Devils som 23:e spelare totalt.
Efter den aktiva spelarkarriären har han varit målvaktstränare, chef för spelarutveckling, vicepresident för ishockeyverksamheten och assisterande general manager för Colorado Avalanche sedan 2002.